# Саймон Арчер
Саймон Арчер  (англ. Simon Archer, 27 червня 1973) — британський бадмінтоніст, олімпійський медаліст.

## Виступи на Олімпіадах
| Олімпіада    | Дисципліна    | Місце |
| ------------ | ------------- | ----- |
| Атланта 1996 | мікст         | =17   |
| Атланта 1996 | парний розряд | =5    |
| Сідней 2000  | мікст         | 3     |
| Сідней 2000  | парний розряд | =5    |